# デリック・イノウエ
デリック・イノウエ（Derrick Inouye、1956年 - ）は、カナダの指揮者。バンクーバー生まれ。

## 経歴
ブリティッシュコロンビア大学でヴァイオリンを、桐朋学園大学で小澤征爾、秋山和慶、尾高忠明の下で指揮法を学んだ。1982年にタングルウッドで、小澤征爾、エーリヒ・ラインスドルフらに師事。1985年にフィレンツェのヴィットリオ・グイ指揮コンクールで優勝。シエーナ（イタリア）のキジアーナ音楽院ではフランコ・フェラーラに師事。
2003年メトロポリタン・オペラでデビュー後、ニュールンベルグ・オペラ、ニューヨーク・シティ・オペラ、バンクーバー・オペラなどではオペラ指揮者として活躍している。
また、カナダのレジナ交響楽団の音楽監督を務め、フィルハーモニア管弦楽団、モンテカルロ・フィルハーモニー管弦楽団、トロント交響楽団、バンクーバー交響楽団、セントルークス管弦楽団などに客演。
日本では、新日本フィルハーモニー交響楽団、大阪フィルハーモニー交響楽団、京都市交響楽団、札幌交響楽団、名古屋フィルハーモニー交響楽団、広島交響楽団、兵庫芸術文化センター管弦楽団、仙台フィルハーモニー管弦楽団、群馬交響楽団などに客演、セイジ・オザワ 松本フェスティバルにも招かれている。